# Wittenbach
Wittenbach is een gemeente en plaats in het Zwitserse kanton Sankt Gallen, en maakt deel uit van het district St. Gallen.
Wittenbach telt 8648 inwoners.

## Geboren
- Florian Camathias (1924-1965), motorcoureur
- Bruno Frick (1953-), advocaat, notaris en politicus